# Azem Hajdini
Azem Hajdini-Xani (* 15. Juli 1924 in Doševac bei Srbica, Königreich Jugoslawien, heute Kosovo; † 20. September 2010) war ein jugoslawisch-kosovarischer Schriftsteller und Jurist.
Azem Hajdini war ein Überlebender des „Massakers von Tivar“ (Montenegro) vom 31. März 1945, bei dem 4310 Albaner von Serben und Montenegrinern getötet wurden. Er hat mehrere Bücher über seine Erlebnisse geschrieben, wobei das bekannteste Buch die Tragjedia e Tivarit ist. Bislang wurde noch keines seiner Bücher ins Deutsche übersetzt.

## Werke
- Azem Hajdini-Xani: Tragjedia e Tivarit – Die Tragödie von Tivar.
- Azem Hajdini-Xani: Masakra e Tivarit : memoare. Shoqata e të Burgosurve Politikë, Prishtinë 1998 – Das Massaker von Tivar: memoarien.
- Azem Hajdini-Xani: Shaban Palluzha (Dëshmi dhe kujtime të kronistit të luftës I), NB “Rilindja”, Prishtinë, 2001
- Azem Hajdini-Xani: Shaban Palluzha, Lëvizja për çlirim dhe Bashkim Kombëtar 1941-1945 (Dëshmi dhe kujtime të kronistit të luftës II), Buroja, Prishtinë, 2002
- Azem Hajdini-Xani: Shaban Palluzha dhe personalitetit e Lëvizjes 1941-1945 (Dëshmi dhe kujtime të kronistit të luftës III), Buroja, Prishtinë, 2003
- Azem Hajdini-Xani: Lufta e Artakollit, Prellovcit, Skënderajt dhe plani serbo – malazez për likuidimin kolektiv të shqiptarëve, prill 1941 (Dëshmi dhe kujtime të kronistit të luftës IV), Prishtinë, 2006
- Azem Hajdini-Xani: Nga Prizreni në Istri një sprovë për histori (Kujtime dhe dëshmi, pranverë 1945), Prishtinë, 2007

| Personendaten    | Personendaten                                            |
| ---------------- | -------------------------------------------------------- |
| NAME             | Hajdini, Azem                                            |
| ALTERNATIVNAMEN  | Hajdini-Xani, Azem (vollständiger Name)                  |
| KURZBESCHREIBUNG | kosovarischer Schriftsteller und Jurist                  |
| GEBURTSDATUM     | 15. Juli 1924                                            |
| GEBURTSORT       | Doševac bei Srbica, Königreich Jugoslawien, heute Kosovo |
| STERBEDATUM      | 20. September 2010                                       |